# Mietvilla Franke & Berghold
Die Mietvilla Franke & Berghold liegt im Ursprungsstadtteil der sächsischen Stadt Radebeul, in der Gartenstraße 46. Heute befindet sich in dem Haus die Kindertagesstätte „Knirpsenland“ der Volkssolidarität Elbtalkreis-Meißen.

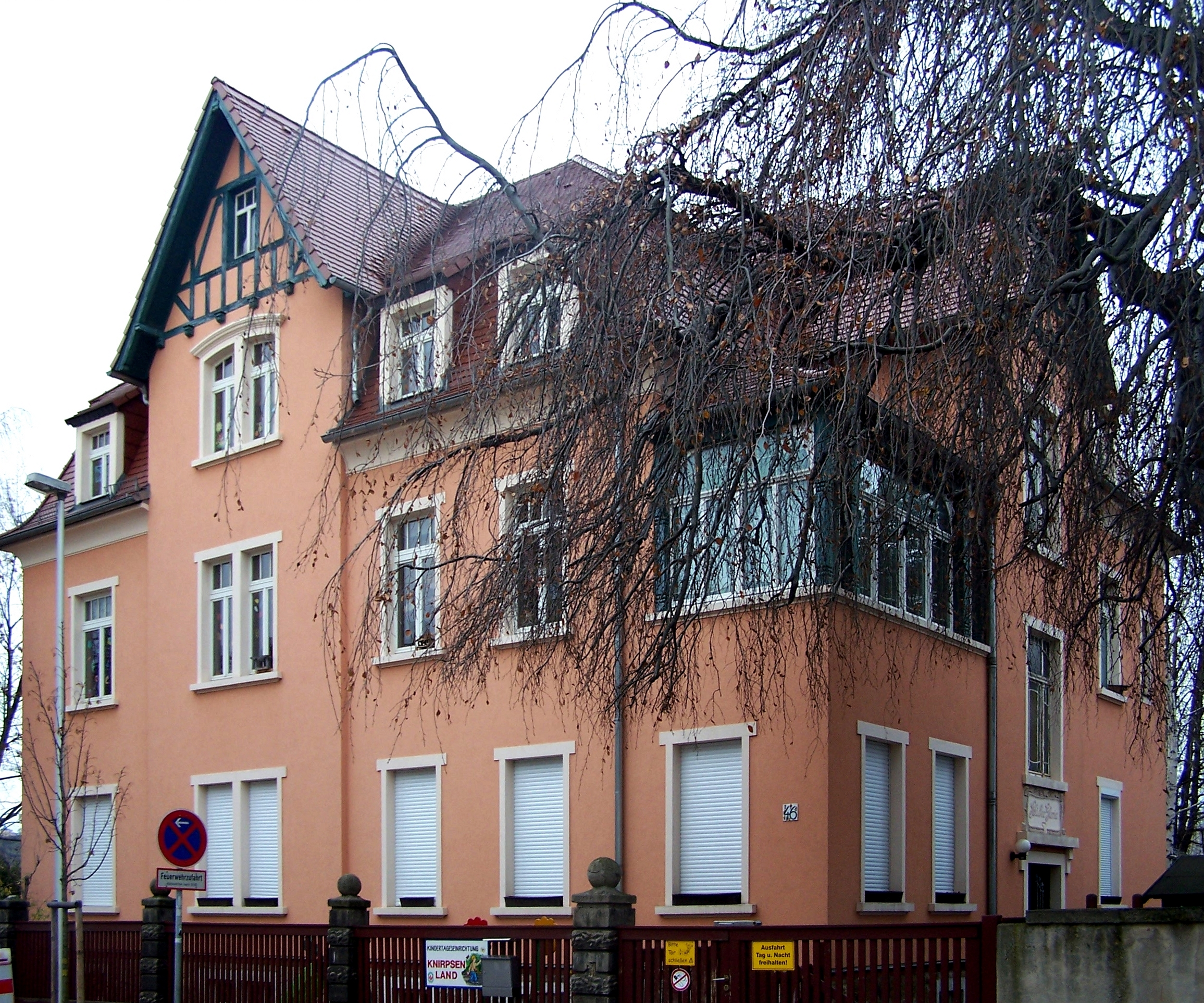
Mietvilla Franke & Berghold

## Beschreibung
Die zweigeschossige, mitsamt Einfriedung und erhaltener Farbglasfenster unter Denkmalschutz stehende Mietvilla liegt im Radebeuler Industriegebiet.
Die ehemalige Fabrikantenvilla steht auf einem Bruchsteinsockel mit flachen Kellerfenstern und hat ein ausgebautes Mansarddachgeschoss mit Ziegeldeckung und Schleppgauben. Die Fassaden sind schlicht verputzt.
In der asymmetrischen, vierachsigen Straßenansicht steht von der Mitte aus nach links gerückt ein gebäudehoher Risalit mit einem Dreiecksgiebel vor der oberen Dachhälfte des Mansarddachs. Die Fensterachse im Risalit ist mit Zwillingsfenstern belegt, vor dem Dachgeschoss als Segmentbogenfenster mit ebensolcher Verdachung. Darüber wird der Dreiecksgiebel durch Zierfachwerk geschmückt.
In der rechten Seitenansicht steht mittig ein Treppenhausrisalit mit einer Textkartusche zwischen Eingang und darüberstehendem  Fenster (Inschrift Soli Deo Gloria). In der Rücklage davor zur Straße hin findet sich im Obergeschoss eine hölzerne Veranda. Hinter dem Treppenhausrisalit ist das Dach mit dem Gebäude darunter nach außen gezogen.
Die Einfriedung ist ein Holzzaun zwischen Sandsteinpfeilern mit Kugelbekrönung.

## Geschichte
Die Zementwarenfabrik Franke & Berghold („Technisches Bureau für Projektierung und Ausführung von Wasserversorgungs- und Canalisations-Anlagen sowie Portlandcement-Stampfbeton“) beantragte im August 1906, sich ein neues „Comptoir- und Wohngebäude“ errichten zu dürfen. Die Planungen dazu stammten wohl von Benno Hübel.
Heute befindet sich in dem Haus die Kindertagesstätte „Knirpsenland“ der Volkssolidarität Elbtalkreis-Meißen.